# Bruno Castro
Bruno Castro (Trieste, 24 febbraio 1918 – Mar Mediterraneo, 14 giugno 1942) è stato un militare e aviatore italiano, decorato di medaglia d'oro al valor militare alla memoria nel corso della seconda guerra mondiale.

## Biografia
Nacque a Trieste il 24 febbraio 1918. Completati gli studi medi a Trieste si iscrisse alla facoltà di commercio della locale università. Arruolatosi nella Regia Aeronautica nel febbraio 1940 fu ammesso a frequentare la Scuola allievi ufficiali piloti di Foligno dalla quale, nel mese di settembre, fu trasferito a quella di Castiglione del Lago per la specialità caccia. Nominato sottotenente nell'aprile 1941, fu assegnato alla 355ª Squadriglia del 24º Gruppo Autonomo Caccia Terrestre di stanza ad Alghero, da dove iniziò subito i suoi voli di guerra volando sui Fiat C.R.42 Falco da bombardamento a tuffo dotati di bombe alari. Cadde in combattimento nel corso della battaglia di mezzo giugno (14-15 giugno 1942), e fu insignito della medaglia d'oro al valor militare alla memoria.

### Fonti
1. 1 2 3 4  Combattenti Liberazione.
2. 1 2  Gruppo Medaglie d'Oro al Valor Militare 1965, p. 21.
3. 1 2  Ufficio Storico dell'Aeronautica Militare 1969, p. 147.
4. ↑   Medaglia d'oro al valor militare Castro Bruno, su quirinale.it, Quirinale. URL consultato l'11 luglio 2021.